# Otto von Rosen
Otto Carl Robert von Rosen, född 11 maj 1884 i Solna församling, Stockholms län, död 26 maj 1963 i Breareds församling, Hallands län, var en svensk friherre, militär och sportskytt.

## Biografi
Otto von Rosen tillhörde den friherrliga ätten von Rosen med nummer 290 på Riddarhuset. Han var son till överste Carl von Rosen (1841-1898) och Anna, född Lindström (född 1857).
von Rosen tävlade i olympiska sommarspelen 1908 i London.
von Rosen blev löjtnant vid Svea livgarde innan han lämnade svensk militär tjänst. Han tjänstgjorde därefter vid turkiska flygtrupperna och vid preussiska Freicorps Garde Schützen. Hösten 1916 skickades von Rosen, då i preussisk tjänst under det pågående första världskriget, till Tornedalen och därefter vidare till Kolahalvön där han tillsammans med tre preussiska soldater skall ha sprängt en sträcka av järnvägen till Murmansk samt ett ryskt ammunitionsförråd. Gruppen tog sig därefter till Norge, med uppgiften att bedriva spionage och sabotageverksamhet mot de transporter av brittiska vapen och förnödenheter som skedde från hamnen Skibotn i norra Norge till Torneå i Ryssland (Storfurstendömet Finland), trots att Norge var neutralt i det pågående kriget.
När gruppen greps av norsk polis i Karasjok i januari 1917 hade de bland annat med sig giftet curare och två lådor med sockerbitar, som innehöll mjältbrandsbakterier inkapslade i glas.. Syftet med det senare preparatet var att genom biologisk krigföring slå ut de dragdjur som användes för de brittiska transporterna. Till del hann gruppen använda sina mjältbrandsbakterier, och ett antal hundra hästar dog av lungpest. Efter svenska påtryckningar utvisades von Rosen till Sverige efter tre veckor i norskt fängelse.
Två av von Rosens sockerbitar blev liggande på polismuseet i Trondheim, där de återupptäcktes i slutet av 1990-talet, 80 år efter händelsen, och skickades för undersökning och destruktion. Provet konstaterades då fortfarande innehålla aktiva bakterier.
von Rosen bodde under mellankrigstiden i Danzig och återflyttade 1939 till Sverige.